# Вулиця Кавказька (Черкаси)
Ву́лиця Кавка́зька — вулиця в Черкасах. Починається від вулиці Степана Бандери на півночі. Прямує у південному напрямку на відстань 2 км, роблячи декілька вигинів та закінчується перехрестям з провулком Клубним поблизу Пагорбу Слави.

## Опис
Вулиця неширока, по 1-2 смуги руху в кожний бік.

## Назва
Вперше вулиця згадується 1893 року, як Кавказька. Назва походить від того, що на цій вулиці селилися представники кавказьких народів або ж солдати-відставники, що повернулися після кавказької війни 1817—1864 років. 1941 року її було перейменовано на вулицю Дзержинського, на честь радянського державного діяча, одного з організаторів «червоного терору» Фелікса Дзержинського. Під час німецької окупації 1941-1943 років мала назву — вулиця Грінченка, на честь українського мовознавця та етнографа Бориса Грінченка, по війні їй була повернена довоєнна назва — вулиця Дзержинського. 1992 року вулиці повернена історична назва, яку вона має й дотепер. 

## Забудова
На вулиці переважає приватна житлова забудова. Серед громадських будівель:

№ 7. — будівля комунального закладу «Черкаський навчально-реабілітаційний центр».

№ 217. — житловий будинок, збудований у другій половині XIX століття. Пам'ятка архітектури місцевого значення.

№ 229. — будівля комунального закладу «Черкаський обласний психоневрологічний диспансер».

№ 237. — будівля пожежно-рятувальної станції № 2. Пам'ятка архітектури місцевого значення.

## Галерея

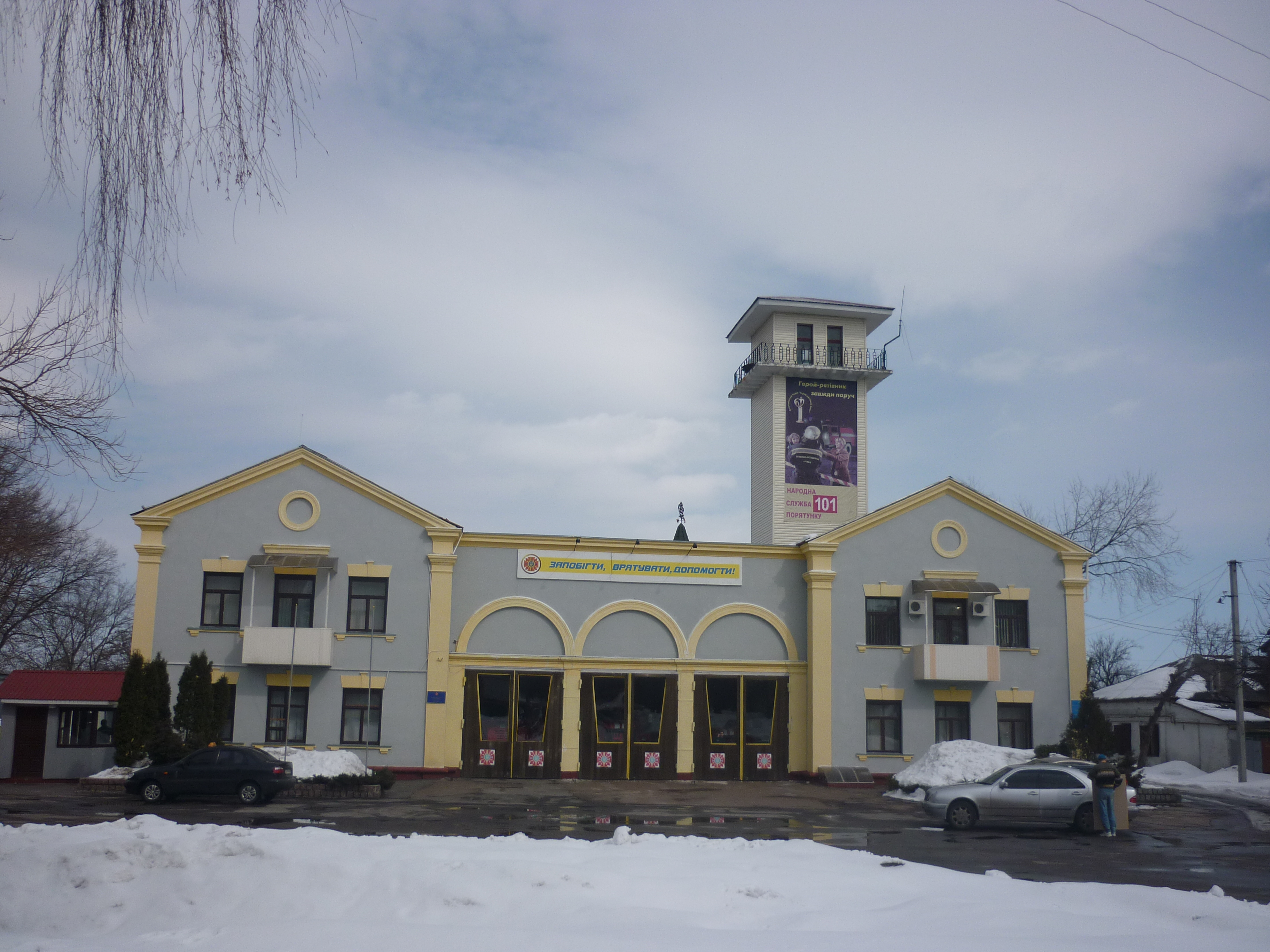
Пожежно-рятувальна станція № 2
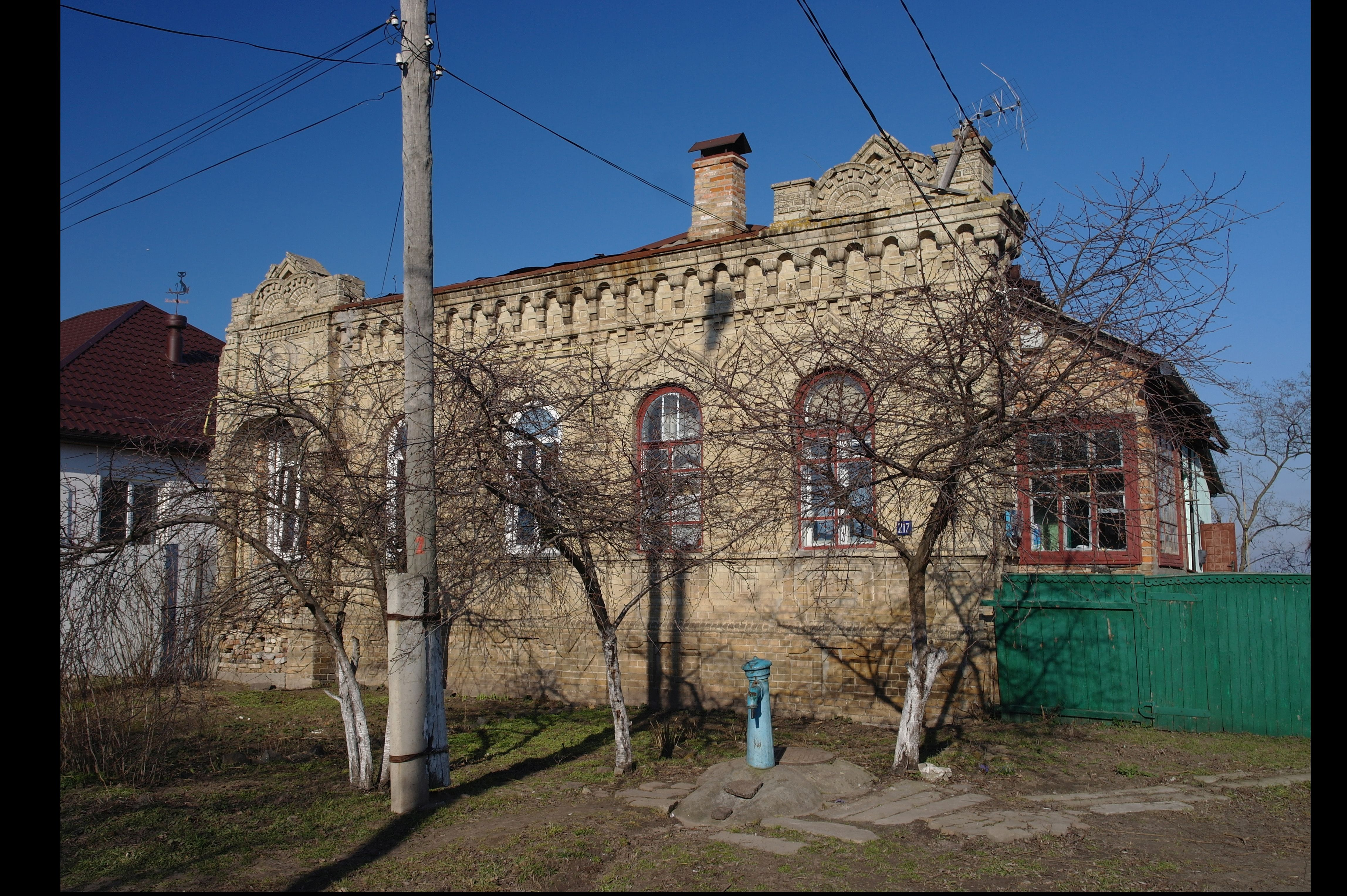
Житловий будинок (друга половина XIX століття)